# Canst thou, O cruel!
Canst thou, O cruel! er en dansk eksperimentalfilm fra 1997 med instruktion og manuskript af Anna Neye Poulsen.

## Handling
En sonet af William Shakespeare om en kærlighed, der aldrig vil blive gengældt. Digtets intime stemning er udgangspunktet for filmen. Teatret er inspirationskilden for billedsidens enkelhed, der skal understrege sonettens universel menneskelige karakter - mennesket er alene med sig selv.